# Деградація ґрунтів (Україна)
Деградація ґрунтів України — це поступове погіршення властивостей ґрунту, яке викликане змінами умов ґрунтоутворення в результаті природних чи антропогенних чинників, що супроводжується зменшенням вмісту гумусу, руйнуванням структури та загалом зниженням їх родючості.
У ширшому розумінні поняття деградація ґрунтів містить як погіршення основних якісних показників родючості без помітних ознак руйнування або зникнення генетичних ознак ґрунтів, так і фізичне руйнування ґрунтових горизонтів аж до повного фізичного зникнення як біокосного природно-історичного тіла.

## Види деградації ґрунтів
Найбільш поширеними видами деградації є: водна ерозія — 56 %, вітрова — 28 %, хімічна деградація — 12 %, фізична — 4 %.

### Причини найбільш поширених видів антропогенної деградації ґрунтів України:
- водна ерозія — нераціональна господарська діяльність (повсюдне розорювання земель, вирубка лісів і лісосмуг, інтенсивний випас худоби, промислове будівництво тощо); прямолінійна організація території, не дотримання ґрунтозахисних і протиерозійних заходів на схилових землях, погіршення фізико-хімічних властивостей ґрунту (зменшення умісту органічної речовини, переущільнення, погіршення структури тощо);
- дефляція — повсюдне розорювання земель, невідповідність способів обробітку і технологій вирощування сільськогосподарських культур, відсутність та зрідження рослинного покриву, пересушення земель, погіршення фізико-хімічних властивостей ґрунту (дегуміфікація, розпорошення структури тощо);
- дегуміфікація — недостатнє внесення органічних добрив, інтенсивний обробіток ґрунту, відчуження з поля нетоварної частини врожаю, внесення необґрунтовано високих доз мінеральних добрив, підсилення процесів водної ерозії та дефляції, зрідження рослинного покриву, недотримання науковообгрунтованої сівозміни тощо;
- кислотна деградація (декальцинація) — кислі атмосферні опади, багаторазове і періодичне внесення фізіологічно-кислих мінеральних добрив, низький рівень застосування органічних добрив та хімічних меліорантів, винос кальцію разом з урожаєм;
- вторинне осолонцювання — тривале зрошення слабо мінералізованими лужними водами, які містять вільну соду або мають несприятливе співвідношення катіонів натрію і суми кальцію та магнію;
- вторинне засолення — підняття рівня мінералізованих підґрунтових вод, зрошення мінералізованими водами з одночасним застосуванням необґрунтовано високих доз мінеральних добрив;
- агрофізична деградація — інтенсивний обробіток ґрунту за несприятливих умов (перезволожений і сухий ґрунт), повсюдне застосування полицевої оранки без урахування генетичних особливостей ґрунтів, застосування важкої сільськогосподарської техніки, внесення недостатньої кількості органічних добрив; порушення технологій вирощування сільськогосподарських культур і не дотримання сівозміни;
- заболочування — підтоплення земель, підняття рівня підґрунтових вод;
- забруднення важкими металами та іншими забрудниками — забруднення навколишнього середовища промисловими викидами і відходами, або в наслідок техногенних катастроф і військових дій.[1]

## Площі деградованих ґрунтів в Україні:
Деградація ґрунтів в Україні розглядається переважно як результат нераціонального господарювання і наголошується на втраті чорноземами їх родючості в наслідок дегуміфікації, переущільнення, або підкислення.
За даними Держкомзему України, загальна площа сільськогосподарських угідь, які зазнали впливу водної ерозії, становить 13,3 млн га (32 %), у тому числі 10,6 млн га орних земель. У складі еродованих земель налічується 4,5 млн га із середньо- та сильнозмитими ґрунтами, у тому числі 68 тис. га повністю втратили гумусовий горизонт. Досить інтенсивно розвиваються процеси яроутворення. Площа ярів становить 140,3 тис. га, а їх кількість перевищує 500 тис.
Вітровій ерозії систематично піддається понад 6 млн га земель, а в роки з пиловими бурями — до 20 млн га. На якості земельних ресурсів відбиваються також й інші деградаційні процеси (засоленість, солонцюватість, перезволоженість, опустелювання тощо). Зокрема, середньо- і сильносолонцюваті ґрунти займають 0,5 млн га сільськогосподарських угідь, а засолені — 1,7 млн га (4,1 %). Крім того, 1,9 млн га сільськогосподарських угідь займають перезволожені, 1,8 млн га — заболочені і 0,6 млн га — кам'янисті ґрунти. Ґрунти з підвищеною кислотністю становлять понад 8 млн га угідь, з яких на середньо- і сильнокислі припадає 4,4 млн га. Інтенсивне сільськогосподарське використання земель призводить до зниження родючості ґрунтів через їх переущільнення, погіршення структури, водопроникності та порозності з усіма витікаючими наслідками.
Останнім часом посилилися процеси деградації ґрунтового покриву, які зумовлені техногенним забрудненням і війною. Найбільшу небезпеку для навколишнього природного середовища становить забруднення ґрунтів радіонуклідами, важкими металами, збудниками хвороб. В Україні протягом останніх десятків років домінувала незбалансована дефіцитна система землеробства. Як наслідок, протягом останніх 20 років ґрунти України втратили понад 0,5 % гумусу (за даними Центрдержродючості) і далі продовжується його зменшення. Низькі дози внесення гною і туків не забезпечують відтворення родючості ґрунтів. Таким чином, у структурі земельного фонду України значні площі займають ґрунти з незадовільними властивостями (деградовані та інші малородючі ґрунти). За даними регіональних центрів «Облдержродючість» таких земель нараховується майже 16 млн га у тому числі 12,9 млн га ріллі.